# Palmeira (kommun i Brasilien, Santa Catarina)
Palmeira är en kommun i Brasilien.   Den ligger i delstaten Santa Catarina, i den södra delen av landet, 1 300 km söder om huvudstaden Brasília. Antalet invånare är 2 376.
I omgivningarna runt Palmeira växer i huvudsak städsegrön lövskog. Runt Palmeira är det mycket glesbefolkat, med 7 invånare per kvadratkilometer.